# Сартули

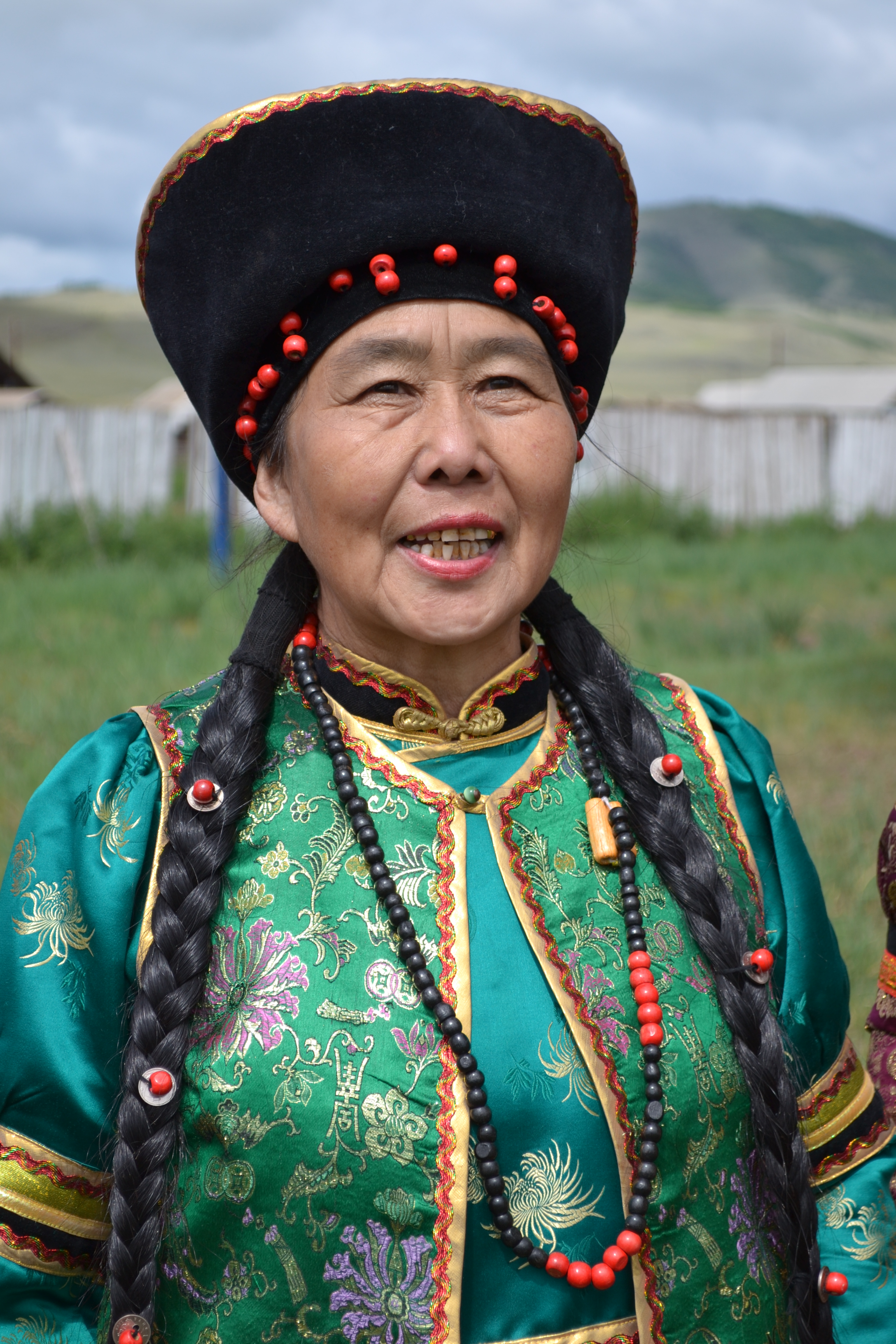
Сартулка в національному костюмі

Сарту́ли (бурят. сартуулнууд, сартуул буряад) — етнічна група в складі бурятів. Мешкають переважно в Джидинському районі Республіки Бурятія Російської Федерації.

## Історія

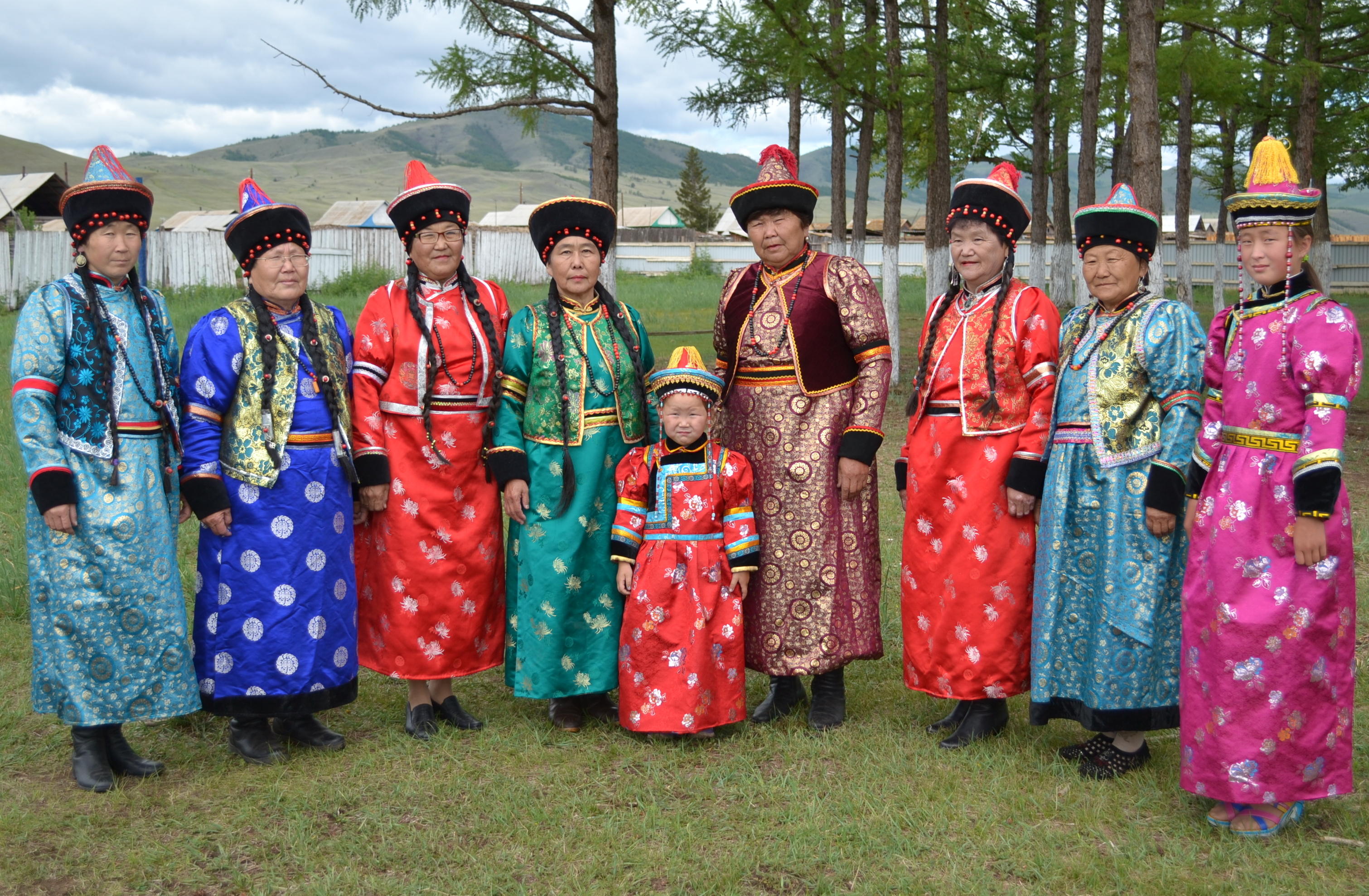
Цагатуйські сартули

За переказами, сартули Джидинського району перекочували з Монголії на початку XVIII століття. Але так як згадка про них, як про корінне населення півдня Бурятії, зустрічається вже в історичних джерелах XVII століття, то можна зробити висновок, що вони і раніше жили на території Бурятії. І на відміну від сонголів, що пішли зі своїх земель під час воєн за незалежність південних монголів від маньчжурів, сартули й інші Селенгинські буряти є корінними мешканцями території Бурятії.  А перекази відображають лише процес повернення на споконвічні землі, після того як вони, як і багато племен Забайкалля, змушені були піти зі своїх земель з приходом росіян. У липні-серпні 1958 року під час експедиції Бурятського комплексного науково-дослідного інституту СО РАН у мешканця села Деде-Ічетуй Ц. М. Мансорунова (1887 року народження) була виявлена письмова легенда, в якій вказана конкретна дата прибуття сартулів на нинішню територію — 1720 рік.
В літературі зустрічається твердження, що назва  сартул (сартагул)  походить від слів: Сарт — «бухарець», «хорезмець», і гур — «держава», «народ» .

## Географія розселення
Перекази і легенди говорять про те, що сартули після прибуття з Монголії розселялися по долинам дев'яти малих річок, що впадають в Джиду — Хадхалдоч, Алцак, Торей, Бургалтай, Нарин, Гегетуй, Цагатуй, Ічетуй та Боргой.
Сартули зараз в основному живуть в Джидинському районі, також вони часто зустрічаються в Селенгинському та Кяхтинському районах Бурятії.

## Демографія
На початок XIX століття в Селенгинському відомстві числилося 806 сартулів.